# Tianhoubaodan

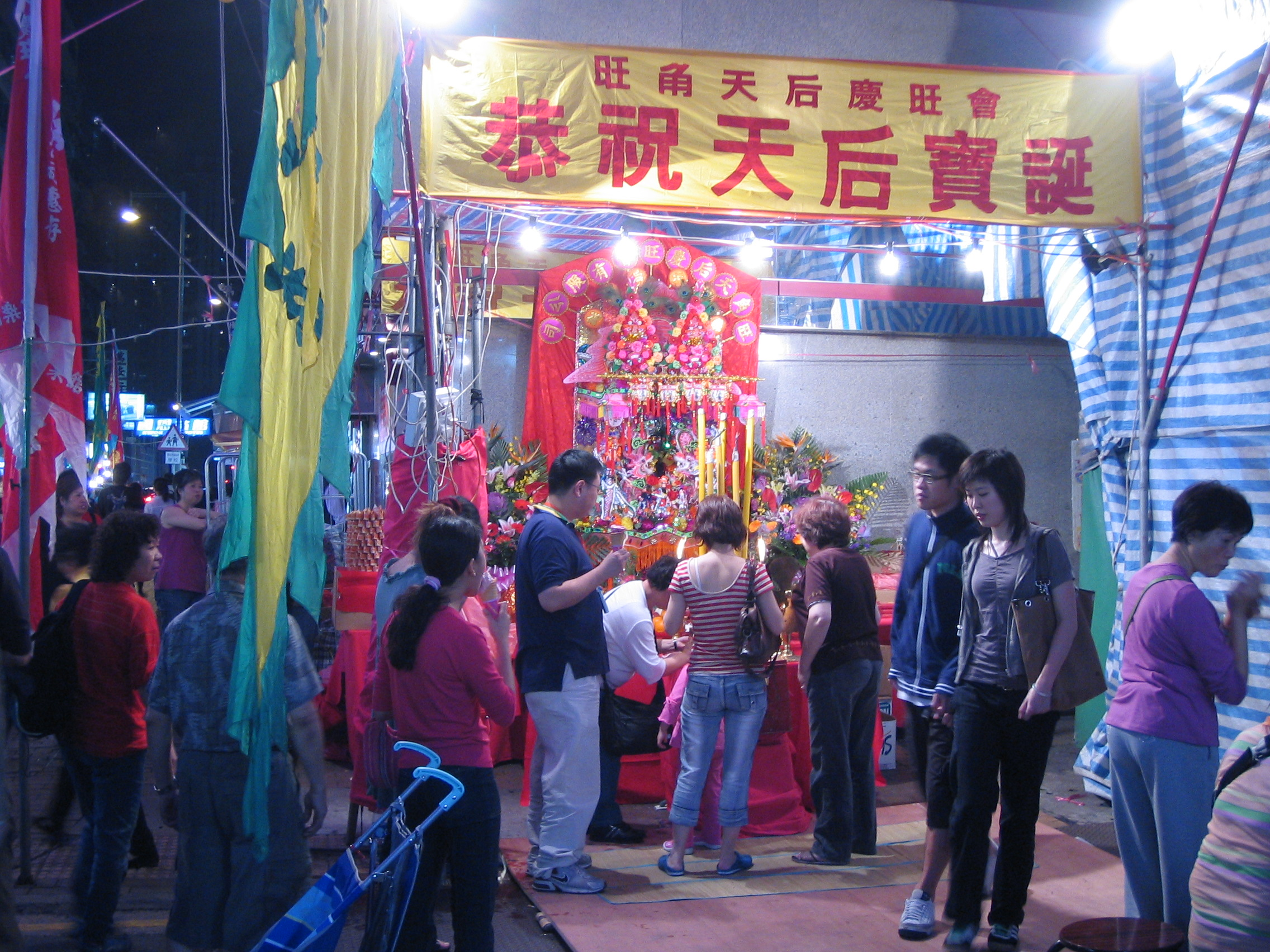
Het straataltaar van Tianhou in Mong Kok, Hongkong.

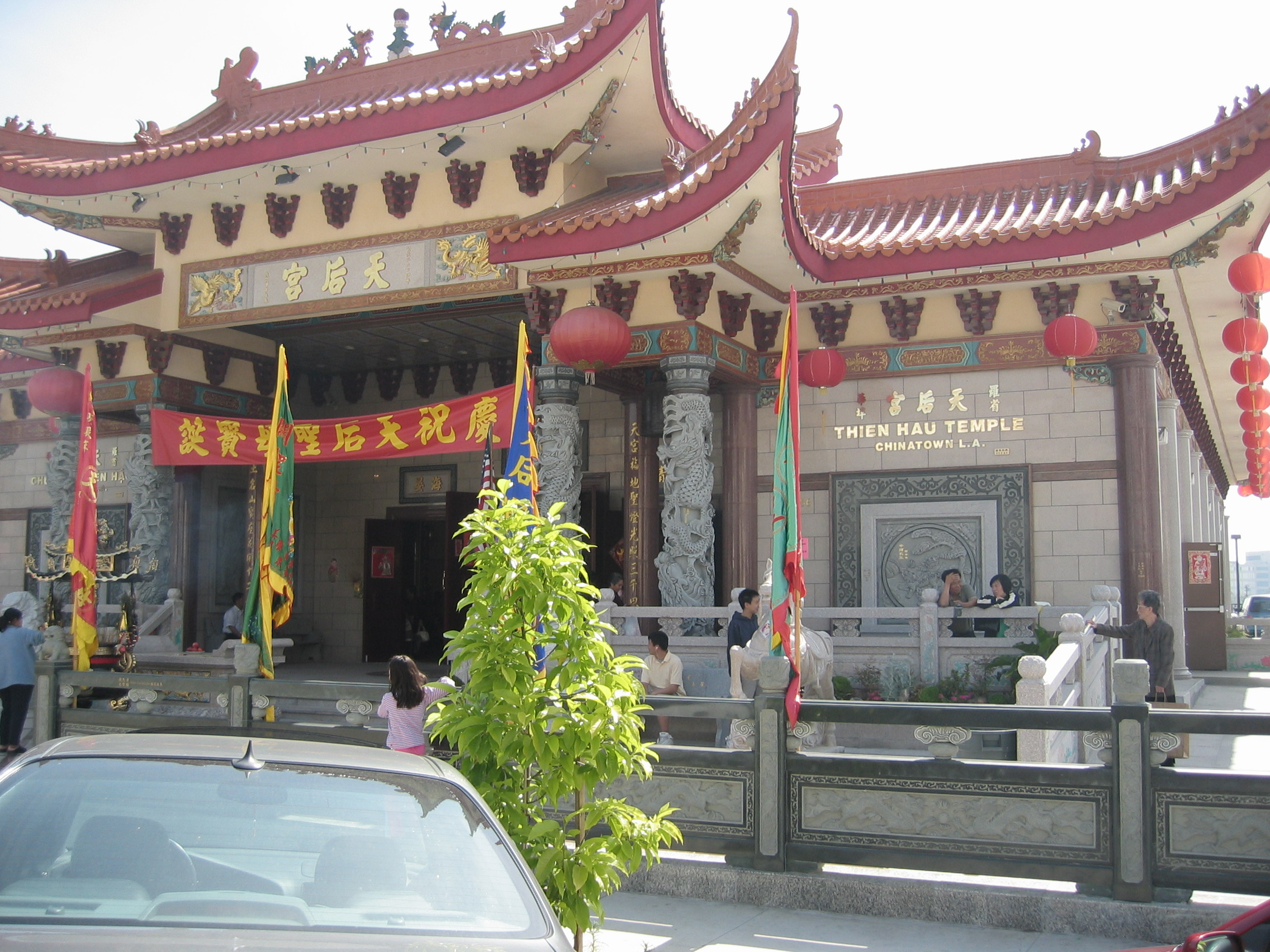
Thien Hau Temple (Los Angeles) in Amerika tijdens het feest

Tianhoubaodan is een Chinese feestdag waarop de verjaardag van de Chinese zeegodin Tianhou wordt gevierd. De dag is in de gregoriaanse kalender elk jaar anders, want de datum is altijd op de 23e dag van de derde maan in de Chinese kalender. Het feest wordt georganiseerd door religieuze verenigingen en Tianhoutempels wereldwijd. Op deze dag vieren miljoenen Tianhougelovigen de geboorte van de godin. Er worden op deze dag leeuwendans, drakendans, uitbundige offeringen, miaohui en grote gebedsdiensten in en rondom de tempels gehouden. Het wordt vooral gevierd door zeevaarders, zoals vissers. Tianhou is immers de beschermgodin van de mensen die op zee varen. De mensen die op boten wonen, zoals de Tanka en de Hoklo, hangen Chinese vlaggen met de lofprijzingen over de godin op deze dag. Vlak bij de Tianhoutempels kan men straataltaren vinden, deze zorgen ervoor dat het in de tempel niet overvol wordt door het uitgebreide offeren van devote volgelingen.

## Hongkong

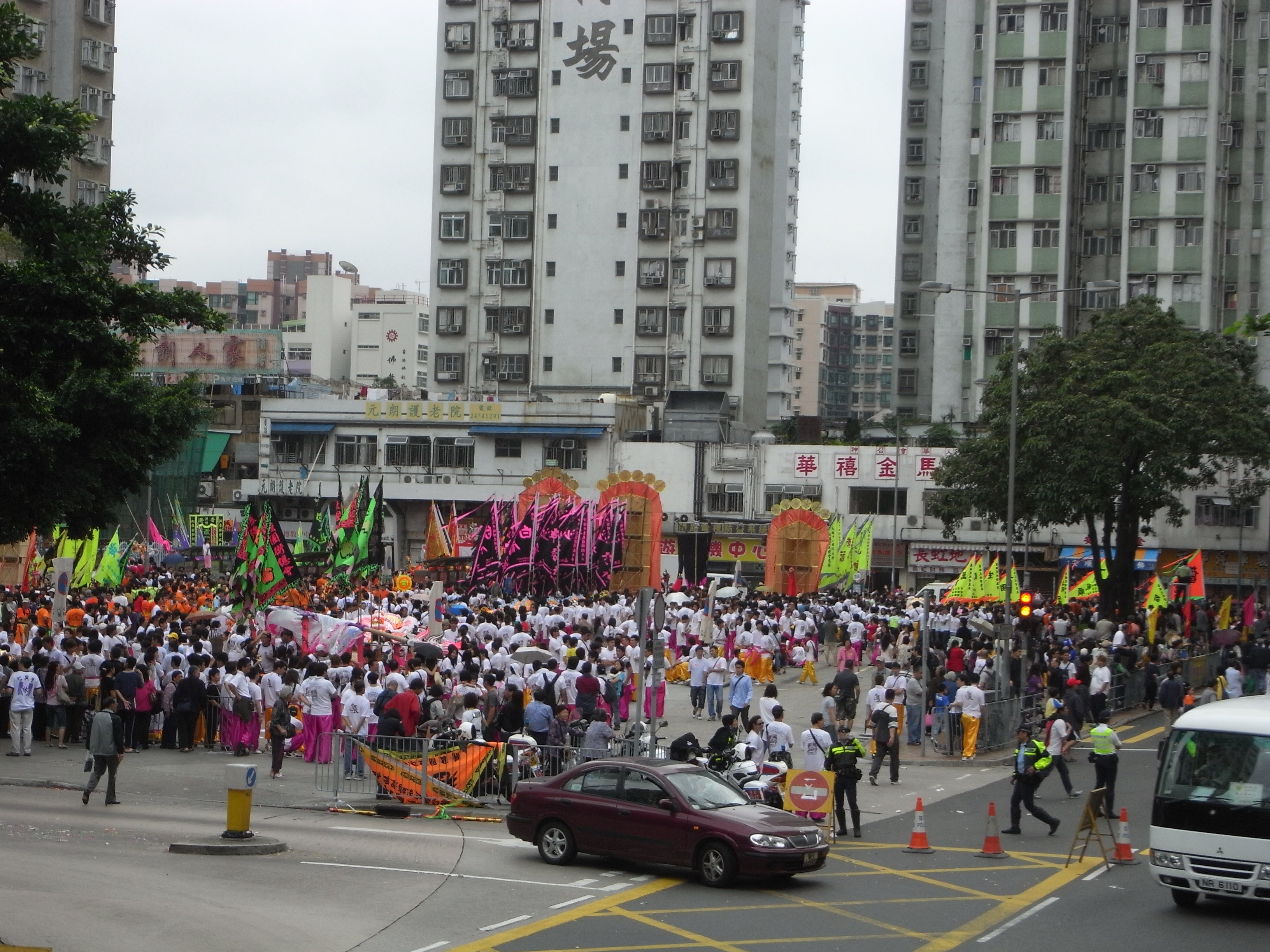
Verzamelen voor de processie

In Hongkong begint de viering van Tianhou's verjaardag op de avond daarvoor. Mensen gaan net als bij Chinees nieuwjaar naar Tianhoutempels om te offeren en haar te bedanken voor de zegen in het afgelopen jaar. Ook gaat men de huapao teruggeven aan de tempel. Als het 12 uur 's avonds is, brandt elke dorpsvertegenwoordiger van een Hongkongs dorp de eerste wierookstok. Vervolgens leest hij een gebed op van Tianhou. In de ochtend verzamelen de mensen van de drakendans en de leeuwendans zich voor de ingang van de tempel. Vervolgens wordt een processie gehouden in de buurt van de tempel. In de middag worden huapao's uitgedeeld door loting. Degene die de tweede is, is de grote winnaar. In de avond wordt de religieuze variant van Kantonese opera gespeeld.
In Hongkong zijn ongeveer veertig Tianhoutempels te vinden. De oudste is de Tianhoutempel van Joss House Bay.